# Rémi Després
Rémi Després, né le 16 janvier 1943 à Paris 15e, est un ingénieur et entrepreneur français en informatique et télécommunications. Il est diplômé de l'École polytechnique (promotion 1961), et de l'université de Californie à Berkeley (MS 1967, PhD 1969).

## Biographie
À partir de 1963, il étudie l'Informatique au Centre national d'études des télécommunications (CNET) et à l'université de Berkeley. Après des travaux sur les langages de programmation, il se consacre aux systèmes d'exploitation des ordinateurs. Pour un ordinateur du CNET, exploité en temps partagé, il conçoit, et documente le premier ordonnanceur de tâches à  partage équitable pondéré (en anglais WFQ, pour weighted fair queuing).
Après le ICCC 72, l'International Network Working Group (INWG) est formé. Quatre de ses membres (dont Rémi Després, avec Barry Wessler, Dave Horton) développent le standard X.25. De 1971 à 1980, il est responsable technique du projet des PTT français d'un réseau de transmission de données à commutation de paquets (le RCP, Réseau à Commutation par Paquets). Avec une équipe du CNET, il formalise, puis met au point sur un réseau expérimental, la notion de circuits virtuels (les ingénieurs de Cyclades se concentrent eux sur un système basé sur le datagramme plus proche tu TCP/IP). Ces circuits virtuels seront à la base du standard international des réseaux informatiques des années 1970-1980 (l'Avis X.25 du CCITT). Le réseau public français Transpac, ouvert en décembre 1978,, et ses homologues de l'époque, seront conformes à ce standard. 
Après un an chez Cap-Sogeti, et quatre ans chez SESA (Société d'études des systèmes d'automation), il fonde la startup RCE (Réseaux de Communication d'Entreprise S.A.). Celle-ci sera le plus grand et dernier constructeur français de réseaux locaux d’entreprise, puis le premier fournisseur de France Télécom en équipements de relais de trames (technologie intermédiaire entre celle de X.25 et celle d'internet).
À la suite du rachat de RCE par la Compagnie des signaux en 1994, il crée en 1998 Streamcore SA, société qui vend des solutions de gestion de la qualité de service en protocoles d'internet (TCP/IP). L'entreprise s'est honorée du soutien de Vint Cerf, l'un des deux pères fondateurs d'internet, en tant qu'actionnaire et conseiller. Les produits de Streamcore SA, dotés d'une gestion de files d'attente que Rémi Després avait lui-même brevetée, ont été repris en 2004 par les fondateurs d'une nouvelle startup Streamcore Systems SA.
De 2003 à 2011, en tant que chercheur-consultant indépendant, il s'est consacré aux technologies d'internet permettant d'augmenter le nombre de ses adresses d'utilisateurs (transition d'IPv4 à IPv6). Dans ce cadre, il invente le mécanisme 6rd grâce auquel l'opérateur français Free déploie IPv6 en seulement 5 semaines, et ce plusieurs années avant ses concurrents. Ce mécanisme est ensuite entériné par l'IETF pour en faire un des standards d'Internet. Ceci lui vaudra de recevoir le prix Itojun de l'Internet Society en 2011.
Depuis 2011, il s'intéresse à la physique quantique, et plus particulièrement à la relation entre, d'une part certaines interprétations contre-intuitives de cette physique, d'autre part leur remise en cause éventuelle à la suite des expériences de Yves Couder, Emmanuel Fort  et al., sur la dualité onde-corpuscule à l'échelle macroscopique.

## Articles (sélection)
- Rémi F. Després, « A Packet Switching Network with Graceful Saturated Operation », Proceedings of the First International Conference on Computer Communication, October 1972, pp. 345-351.